# Fiama Hasse Pais Brandão
Fiama Hasse Pais Brandão (née le 15 août 1938 à Lisbonne – morte le 19 janvier 2007 dans la même ville) est une poète, dramaturge et essayiste portugaise.

## Œuvres
Poésie
- Morfismos (1961)
- Barcas Novas (1967)
- Novas visões do passado (1975)
- Homenagemàliteratura (1976)
- F de Fiama (1986)
- Três Rostos (1989)
- Movimento Perpétuo (1992)
- Epístolas e Memorandos (1996)
- Cenas Vivas (2000)
- As Fábulas (2002)

Théâtre
- Os Chapéus de Chuva (1961)
- A Campanha (1965)
- Quem Move as Árvores (1979)
- Teatro-Teatro (1990)

Prose
- Em Cada Pedra Um Voo Imóvel (1958)
- Movimento Perpétuo (1991)
- Sob o Olhar de Medeia (1998)

Essai
- O Labirinto Camoniano e Outros Labirintos (1985)

## Traductions en français
Anthologie de la poésie portugaise contemporaine (1935-2000), éditions Chandeigne.